# Xã Polk, Quận Shelby, Iowa
Xã Polk (tiếng Anh: Polk Township) là một xã thuộc quận Shelby, tiểu bang Iowa, Hoa Kỳ. Năm 2010, dân số của xã này là 141 người.